# Lech Nikitin
Lech Nikitin (ur. 14 czerwca 1948 w Gdańsku) – polski lekkoatleta, wieloboista, medalista mistrzostw Polski, reprezentant Polski.

## Kariera sportowa
Był zawodnikiem Legii Warszawa.
Na mistrzostwach Polski seniorów na otwartym stadionie zdobył dwa medale w dziesięcioboju: srebrny w 1974 i brązowy w 1972.
Reprezentował Polskę w zawodach Pucharze Europy w wielobojach. W 1973 zajął 13. miejsce w półfinale, z wynikiem 7500, w 1975 był 12. w półfinale, z wynikiem 7311, a w finale – 24., z wynikiem 7014.
W 1977 poślubił lekkoatletkę Teresę Nowak. Od 1978 mieszka z żoną w Szwecji, gdzie pracuje jako trener. Jego zawodnikami byli m.in. olimpijczycy Claes Albihn i Miro Zalar oraz wielokrotny mistrz Szwecji Carl-Johan Alm. Reprezentantem Szwecji w lekkoatletyce jest jego syn Thomas Nikitin.
Rekord życiowy w dziesięcioboju: 7520 (31.08.1975), według tabel obowiązujących od 1985.